# Vulcain
Vulcain – francuski silnik rakietowy na mieszankę ciekłego tlenu i wodoru, stosowany w rakietach rodziny Ariane 5. Rozwijany w latach 1996–2002. W 2002 r. został zastąpiony silnikiem Vulcain 2.

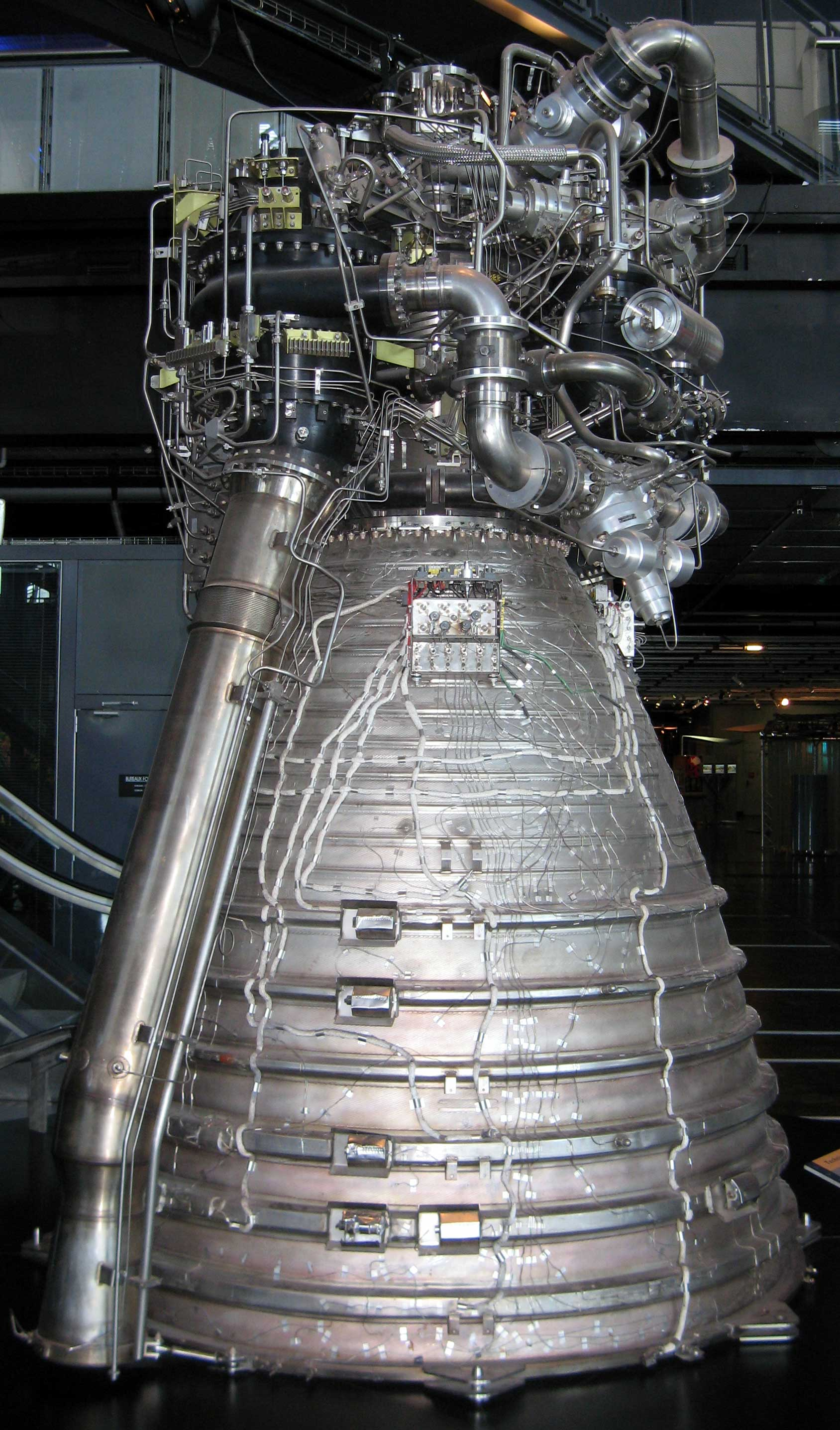
Silnik Vulcain

Firma Otoobrunn odpowiedzialna była za zaprojektowanie i wykonanie komory spalania, w tym jej chłodzenia regeneracyjnego, współosiowych wtryskiwaczy mieszania paliwa, dyszy wylotowej i jej mocowania, oraz zaworów ciekłego tlenu i wodoru.
Chłodzenie regeneracyjne realizowane przez pompowanie ciekłego wodoru do wielu małych rurek odbierających ciepło ze ścian komory spalania. Wodór przepływa następnie do inżektora, który rozprowadza go do 516 elementów wtryskujących do komory spalania i miesza z tlenem. Podczas pracy silnika i jego chłodzenia, wodór ulegał ogrzaniu z -239°C do -120°C. Wtrysk tlenu umieszczony był pośrodku komory, w otoczeniu elementów wtryskujących wodór. 
Efektywność spalania wynosi powyżej 99% (temp. spalania ok. 3250°C). 
Kontrola chłodzenia realizowana przez regulację przepływu chłodziwa (wodoru) przez kanały chłodzące ściany komory spalania. 